# راي إيراني
راي ر. إيراني (من مواليد 13 يناير 1935)  هو الرئيس التنفيذي السابق لشركة أوكسيدنتال بتروليوم. عمل في شركة أوكسيدنتال بتروليوم لأكثر من 20 عامًا، حيث شغل منصب المدير منذ عام 1984، ومدير العمليات (الرئيس) من عام 1984 إلى عام 1990، ورئيس مجلس الإدارة والرئيس التنفيذي من عام 1990. خلال سنواته الأولى، عمل مع الرئيس التنفيذي لشركة أوكسيدنتال أرماند هامر ، الذي عين إيراني خليفته في فبراير 1990 عندما كان في الحادية والتسعين من عمره.  وفقًا لموقع Forbes.com، بلغ إجمالي تعويضاته على مدى خمس سنوات بين عامي 2001 و2005 مبلغ 127,447,000 دولارًا أمريكيًا.  في عام 2006، وبعد ارتفاع أسعار النفط، حقق إيراني إجمالي 460 مليون دولار. 

## حياته الشخصية
ولدت إيراني في لبنان وهي من أصل فلسطيني. حصل على درجة البكالوريوس في الكيمياء من الجامعة الأميركية في بيروت عام 1953. انتقل في نفس العام إلى لوس أنجلوس، كاليفورنيا ، وفي سن 18 عامًا، بدأ دراساته العليا في الكيمياء الفيزيائية في جامعة جنوب كاليفورنيا. حصل على درجة الدكتوراه في عام 1957.  عمل بعد ذلك كباحث في شركة مونسانتو حتى عام 1967 وانضم إلى شركة شامروك. قبل عمله في شركة أوكسيدنتال، كان رئيسًا ومديرًا تنفيذيًا للعمليات في شركة أولين كوربوريشن، وهي شركة متخصصة في المواد الكيميائية والمعادن.
يعد إيراني زميلاً فخرياً في المعهد الأمريكي للكيميائيين وعضواً في مجلس العلاقات الخارجية. وهو يشغل حالياً منصب أمين صندوق في جامعة جنوب كاليفورنيا ورئيس مشارك لمجلس أمناء الجامعة الأميركية في بيروت. أطلقت جامعة جنوب كاليفورنيا على مبنى العلوم الحياتية الأساسية اسم قاعة راي ر. إيراني في 9 فبراير 2007. في فبراير 2012، تم انتخاب إيراني كعضو في الأكاديمية الوطنية للهندسة. تم تكريمه "لريادته في صناعة البتروكيماويات وعمليات تطبيقات أنظمة الجسيمات". يُعد هذا أعلى تكريم في مجال الهندسة في الولايات المتحدة.

## حياته المهنة في شركة أوكسيدنتال
تم جلب إيراني إلى شركة أوكسيدنتال في عام 1983 لمساعدة قسم المواد الكيميائية المتعثر، وسرعان ما تمت ترقيته إلى منصب الرئيس، ليحل محل سلسلة من الرؤساء الذين طردهم هامر.  بحلول عام 1988، أفادت وسائل الإعلام أن إيراني وفريقه كانوا يديرون العمليات اليومية للشركة نيابة عن شركة هامر التي كانت تبلغ من العمر 90 عامًا آنذاك. وفي عام 2008، حصل إيراني على خيارات بقيمة 392 مليون دولار.
تصدر إيراني عناوين الأخبار في عام 2007، عندما تم الكشف عن أن إجمالي تعويضاته في عام 2006 تجاوز 450 مليون دولار. وكان راتبه الأساسي 1.3 مليون دولار. وبررت شركة أوكسيدنتال التعويضات بالإشارة إلى سعر السهم، الذي ارتفع من 9 دولارات للسهم عندما تولى إيراني منصب هامر إلى 48.60 دولار في نهاية عام 2006، وإلى القيمة السوقية للشركة، التي نمت من 32.1 مليار دولار في نهاية عام 2005 إلى 42.5 مليار دولار في نهاية عام 2006. بلغ إجمالي تعويضاته في عام 2009 31.4 مليون دولار، بما في ذلك 1,170,000 دولار كراتب و24,758,827 دولار في الأسهم. وفقًا لوكالة أسوشيتد برس، حصل إيراني على 857 مليون دولار خلال العقد الماضي. 
قام إيراني بوضع أموال في ملجأ ضريبي في الخارج تم ترتيبه من قبل بنك دويتشه إيه جي والذي اعتبرته مصلحة الضرائب الأمريكية في وقت لاحق مخططًا غير قانوني للتهرب الضريبي. عارض رئيس مجلس إدارة شركة أوكسيدنتال استدعاء وزارة العدل الأمريكية لسجلات دويتشه بنك إيه جي كجزء من التحقيق في شركة myCFO Inc. وقد رفضت محكمة الاستئناف الأمريكية استئنافه في عام 2006. ولم يتخذ مجلس إدارة شركة أوكسيدنتال أي إجراء ضد إيراني على الرغم من حكم مصلحة الضرائب. وقال متحدث باسم شركة أوكسيدنتال إن مشاركة إيراني في مخطط التهرب الضريبي كانت مسألة شخصية ولم تكن انتهاكًا لسياسة قواعد السلوك الخاصة بالشركة.
مُنح إيراني مكافأة نقدية قدرها 900 ألف دولار أمريكي من مجلس إدارة شركة أوكسيدنتال تقديرًا لأدائه الاستثنائي في تنفيذ مبادرة لخفض التكاليف (بما في ذلك الحد من تسريحات الموظفين) تحسبًا لـ"تدهور اقتصادي عالمي". وقد مُنحت هذه المكافأة على أساس تقديري من لجنة التعويضات في أوكسيدنتال، وليس بناءً على أي معايير أداء للشركة. حصل تشازن على 38,080,344 دولاراً أمريكياً، وإيراني على 76,107,010 دولاراً أمريكياً في السنة المالية 2010، وهو ما ضاعف تقريباً تعويضاته في عام 2009 على الرغم من غضب المساهمين بشأن سياسات أجور المديرين التنفيذيين في مجلس إدارة شركة أوكسيدنتال.
تقاعد إيراني من منصبه كرئيس تنفيذي في 10 مايو/أيار 2011، بعد أن اعترضت هيئة تقاعد المعلمين في ولاية كاليفورنيا والمستثمرون العلائقيون، وهما مؤسستان رئيسيتان تابعتان لشركة أوكسيدنتال، على سياسات التعويضات التي تنتهجها الشركة، وأعلنتا عن خطط لاستبدال أعضاء مجلس الإدارة طويلي الأمد الذين وصفوا بأنهم "متحجرون" في رسالة كتبت احتجاجاً على راتب إيراني. كما أطلقوا على راتب إيراني اسم "برنامج التبرعات للشركات".
اعتبر راتب إيراني مبالغًا فيه وغير قائم على الأداء الحقيقي لعقود من الزمن من قبل عدد من سلطات حوكمة الشركات التي لاحظت أن تعويضات إيراني تجاوزت تعويضات رئيس شركة الطاقة العملاقة إكسون موبيل، ريكس تيلرسون، الذي قاد شركة تبلغ قيمتها السوقية خمسة أضعاف قيمة شركة أوكسيدنتال بتروليوم.
في عام 2010، تم تعيين المدير المالي السابق والرئيس اللاحق ستيفن تشازن في منصب الرئيس التنفيذي لشركة أوكسيدنتال ليحل محل إيراني، الذي خطط للبقاء في منصب الرئيس التنفيذي حتى عام 2014. تم إقالة إيراني من مجلس إدارة شركة أوكسيدنتال في 3 مايو 2013.

## فضيحة شركة كي بي
كان إيراني مديرًا لشركة KB Home لمدة 15 عامًا حتى نوفمبر 2007. ترأس إيراني لجنة التعويضات التنفيذية لشركة KB Home خلال الفترة التي كذب فيها الرئيس التنفيذي بروس كاراتز بشأن ممارسة الشركة المتمثلة في تأريخ الخيارات. وفي وقت لاحق، تم توجيه الاتهام إلى كاراتز وإدانته في 21 أبريل/نيسان 2010 بتهم فيدرالية ناجمة عن أفعاله، كما فرضت عليه لجنة الأوراق المالية والبورصات عقوبات في دعوى مدنية منفصلة. أعرب مساهمو شركة كي بي هوم عن عدم ثقتهم في مجلس الإدارة ولجنة التعويضات من خلال التصويت المعارض بنسبة 19% ضد إيراني، الذي استقال من مجلس إدارة كي بي هوم بعد 15 عامًا من الخدمة. ولم تقدم شركة أوكسيدنتال أي تفسير لاستقالته في بيان الوكالة.